# (10937) Ferris
(10937) Ferris est un astéroïde de la ceinture principale.

## Description
(10937) Ferris est un astéroïde de la ceinture principale. Il fut découvert le 27 août 1998 à la station Anderson Mesa par le programme LONEOS. Il présente une orbite caractérisée par un demi-grand axe de 3,22 UA, une excentricité de 0,03 et une inclinaison de 4,7° par rapport à l'écliptique.

## Compléments